# Adobe Photoshop Lightroom
Adobe Photoshop Lightroom je software určený pro archivaci a úpravy digitálních fotografií. Svými možnostmi plně vyhovuje potřebám profesionálních fotografů, kteří ho také hojně využívají. Získal si oblibu i u náročnějších fotoamatérů, protože firma Adobe, na rozdíl od svých ostatních profi produktů, ho prodává za cenu pro většinu z nich dostupnou. Lightroom zvládá mnoho funkcí a při používání je efektivní a rychlý. Jde o komplexní nástroj, s nímž profesionální fotograf zvládne úplný pracovní postup (workflow) zpracování svých fotografií, takže většinou už nemusí použít žádné jiné programy. Lightroom mu umožňuje uspořádat a upravovat (editovat) tisíce nebo i desetitisíce fotografií, a to velmi přehledným způsobem.

## Základní údaje
Pro Lightroom je typické, že si informace o všech fotografiích udržuje ve vlastní databázi, kterou označuje jako katalog. Dříve než se dá s nějakou fotografií v Lightroomu začít pracovat, musí se do něj soubor s touto fotografií napřed importovat. Samotné soubory s fotografiemi přitom součástí katalogu nejsou a mohou být uloženy kdekoli. V katalogu má Lightroom jen zaznamenáno, kde (na kterém disku a v které složce) každou fotografii najde. Vedle toho ovšem obsahuje katalog o každé fotografii ještě řadu dalších údajů a díky tomu nabízí vskutku jedinečné funkce pro organizaci a vyhledávání v archivu fotografií.
Veškeré úpravy fotografií jsou nedestruktivní. Lightroom pracuje tak, že uživatel každou změnu hned vidí, ale soubor s fotografií se přitom vůbec nemění. Lightroom si totiž všechny provedené úpravy zaznamenává do svého katalogu a originál fotografie ponechává beze změny. Když se fotografie upravená v Lightroomu zobrazí v jiném prohlížeči obrázků, ukáže se její originál. Zobrazí-li se v Lightroomu, je vidět ta upravená podoba, protože Lightroom v katalogu pozná, jaké úpravy na ni má aplikovat. Je-li potřeba upravenou fotografii použít i mimo Lightroom, dá se z něj jednoduše exportovat. Lightroom je ideální pro práci s fotografiemi ve formátu raw (z digitálních zrcadlovek), ale zvládá i JPG, PNG, PSD a TIFF.
Ve srovnání s Photoshopem ušetří fotograf pomocí Lightroomu spoustu času a přitom získá stejně dobré nebo i lepší výsledky. Photoshop použije jen výjimečně, např. jde-li o obrazové koláže, vkládání textů a grafiky do obrázku nebo o náročnější retušování. V Lightroomu totiž nejsou možné žádné "kreativní" selektivní manipulace s tvary a barvami, jako třeba zeštíhlení postavy, změna barvy vlasů či malování štětcem do obrazu. Pokud se takové úpravy vyžadují, musí se provést ve Photoshopu. Může to například potřebovat umělecký fotograf, který zachycený snímek záměrně přetváří podle svého uměleckého záměru, nebo módní fotograf, který chce svůj záběr nějakým způsobem „vylepšit“. Ovšem k běžné nebo reportážní fotografii to vlastně nepatří a odporuje to etickému kodexu fotografů. Photoshop také obsahuje řadu funkcí, které se fotografie netýkají a využívají je grafici, malíři, animátoři nebo tvůrci videa. Vezme-li se navíc v úvahu výrazně vyšší cena, kterou je nutné za Photoshop zaplatit, nepřekvapí, že profesionální fotografové a náročnější amatéři stále častěji volí za svůj primární nástroj Lightroom. Photoshop pro ně nadále zůstává jeho důležitým doplňkem ve výše zmiňovaných případech.
Poznámka: Slovo „lightroom“, které není ve slovníku, je nápodobou slova darkroom, tj. temná komora. V té se před nástupem digitální fotografie vyvolávaly filmy a z nich pak zvětšovaly obrázky na papír. Teď se vše zpracovává ve „světlé komoře“ pomocí počítače.

## Moduly
Lightroom je víceúčelová aplikace a má sedm samostatných modulů, určených pro různé okruhy funkcí. První dva moduly jsou pro fotografa klíčové, ostatní doplňkové.
LibraryOrganizace a správa archivu (knihovny) fotografií.
Tento modul zajišťuje importy a exporty, řadí fotografie podle jejich metadat, zaznamenává jejich ohodnocení, připojuje k nim zadaná klíčová slova a pomáhá udržovat v celé knihovně dokonalý pořádek. Umožňuje rychle a jednoduše vyhledávat snímky podle řady kritérií. Umí vytvářet tzv. kolekce, což jsou skupiny snímků vybraných z celého katalogu, kdykoli a za libovolným účelem, podle okamžitého přání uživatele (může jít třeba o vybrané snímky z loňské a předloňské dovolené, které si připraví, aby je mohl ukázat ohlášené návštěvě).
DevelopÚpravy fotografií (anglický název je fotografům blízký - jde o "vyvolávání").
Modul umožňuje ořez a natáčení obrazu, úpravy expozice, kontrastu, barevného podání, perspektivy, doostření, redukci šumu, korekce vad objektivu, a další. Jsou možné i lokální úpravy vybraných částí obrazu, například zesvětlení příliš tmavých a ztmavení příliš světlých míst, barevné zvýraznění rtů, odstranění pupínků na kůži. Upravovat se dá i víc fotek najednou. Nedestruktivní způsob práce znamená, že se lze kdykoli, i po čase, vrátit k předchozímu stavu. Nelze v krátkosti vyjmenovat všechny funkce, ale profesionální fotografové prohlašují, že jim jejich nabídka dokonale vyhovuje.
MapUrčení místa, kde byly snímky pořízeny, s využitím souřadnic GPS a Google map.
Tento modul byl přidán od verze Lightroom 4. Některé novější fotoaparáty mají vestavěný GPS přijímač na zjišťování souřadnic, které se pak naimportují spolu s ostatními Exif metadaty fotografie. Modul Map se dá využívat, i když fotoaparát nemá vybavení GPS, ale uživatel pak musí souřadnice do Lightroomu zadávat ručně (stačí najednou pro všechny snímky pořízené v jednom místě).
BookTvorba fotoknih, které si lze nechat vyrobit pomocí služby Blurb nebo vytisknout jako PDF.
Přidáno od verze Lightroom 4. Služba Blurb (http://www.blurb.com/) patří celosvětově k nejznámějším, pokud jde o nabídku tvorby a tisku individuálních fotoknih, které zasílá i do České republiky.
SlideshowPrezentace fotografií na obrazovce.
Fotografie se běžně a pohodlně prohlížejí přímo v modulu Library nebo i Develop. V modulu Slideshow je ale možné vytvářet lépe vypadající formální prezentace libovolně vybraných skupin obrázků (obvykle z nějakých kolekcí). Vzhled prezentace je určen zadanou šablonou, kde lze zadat úvod, závěr, popřípadě i hudební doprovod.
PrintTisk fotografií na papír.
Tisk na tiskárně dostupné z počítače, v podobě a s rozměry podle zadaných parametrů.
WebPříprava fotografických alb k vystavení na webu.
Lze použít připravených šablon, možnosti nejsou moc rozsáhlé, ale použití je jednoduché.

## Historie

### Verze 1.0
Prodej nového produktu byl oznámen 29. ledna 2007, Lightroom se začal prodávat 19. února 2007. Cena v USA byla stanovena na $299.

### Verze 2.0
V prodeji od dubna 2008. Nové funkce:
- lokální úpravy (úpravy jen určitých částí obrazu)
- vylepšené vyhledávací možnosti
- podpora dvou monitorů
- širší možnosti tisku
- podpora 64bitových Windows

### Verze 3.0
Beta verze uvolněna v říjnu 2009. Nové funkce:
- nová redukce barevného šumu
- vylepšené doostřování
- přepracovaný submodul pro import
- vodoznaky
- zrnitost
- služby Publish (napojení na Facebook a Flickr)
- Custom package v modulu Print

V druhé beta verzi v březnu 2010 přibylo:
- nová redukce jasového šumu
- spřažené fotografování vybranými kamerami Nikon a Canon
- základní podpora videosouborů
- body na křivce úprav
- vestavěné korekce vad objektivu a úpravy perspektivy

Finální verze byla vydána v červnu 2010 s několika dalšími vylepšeními a optimalizacemi rychlosti.

### Verze 4.0
Byla oficiálně vydána v březnu 2012. Nepodporovala už Windows XP. Cena byla snížena na 50%. Nové funkce zahrnovaly:
- úpravy světel a stínů umožňující obnovu detailů v černých a vybělených oblastech
- vytváření fotoknih
- vyhledávání podle místa pořízení snímku, přiřazování polohy ke snímku, zobrazení dat z fotoaparátů s GPS
- štětec White balance k jemnému vyvažování bílé v konkrétních místech obrazu
- další možnosti lokálních úprav - redukce šumu a moaré
- rozšířená podpora videoklipů - jejich ukládání, prohlížení a úpravy
- nové nástroje k editování a sdílení videa na Facebooku a Flickru
- Soft proofing - zobrazení na kalibrovaném monitoru ve věrných barvách tisku (podle zvolené tiskárny)
- e-mail přímo z Lightroomu

### Verze 5.0
Vydána v červnu 2013. Některé ze změn:
- radiální gradient k úpravám eliptické oblasti
- vylepšený Advanced healing/cloning brush - štětec na odstraňování skvrn v celé vyznačené oblasti
- inteligentní náhledy umožňující pracovat s obrázky i tehdy, kdy nejsou na dostupném disku (off-line)
- možnost uložit si vlastní šablony v modulu Book
- podpora souborů PNG
- možnost zařazovat videa do prezentací
- různé další aktualizace, včetně automatické nápravy perspektivy a vylepšených inteligentních kolekcí

Aktualizace na verzi 5.5.4 umožnila synchronizovat kolekci s aplikací Lightroom Mobile, vydanou pro iPad v dubnu 2014. V lednu 2015 byla vydána verze Lightroom Mobile také pro Android OS. Mobilní Lightroom je ovšem dostupný pouze pro předplatitele Adobe Creative Cloud.

### Verze 6 resp. CC
Verze vydaná v dubnu 2015 byla nabízena pod dvěma obchodními názvy: Lightroom 6 se prodával za stejnou cenu jako předchozí verze, zatímco Lightroom CC se stal součástí Adobe Creative Cloud a platilo se formou předplatného za jeho používání. Zahrnuty byly následující změny:
- vyšší rychlost zpracování raw souborů
- skládání různých expozic do HDR snímků
- skládání fotografií do panoramat
- rozpoznávání obličejů
- přechodové filtry lze jemně upravovat štětcem
- více možností v modulu Slideshow
- některá drobná vylepšení

Mobilní Lightroom zůstal dostupný jen pro předplatitele verze CC.

### Lightroom CC a Lightroom Classic
K radikální změně došlo v říjnu 2017, kdy firma Adobe uvedla zcela nový, na cloud orientovaný Lightroom CC. Aplikaci do té doby nabízenou pod názvem Lightroom CC aktualizovala a přejmenovala na Lightroom Classic CC. Současný Lightroom CC je navržen zcela nově a má ve srovnání s původním Lightroomem řadu odlišností a omezení. Jeho používání je jednodušší a je vhodný zejména pro nové uživatele. Pro fotografy, kteří už celé roky Lightroom používají, to tak zcela neplatí, protože to není aplikace, kterou důvěrně znají, a přechod na ni jim může působit různé potíže. Jedná se ale o první verzi nového produktu, jehož vývoj bude dále pokračovat, až se z něj nakonec stane „jediný pravý Lightroom“.
Změny v Lightroom Classic CC:
- především zrychlení práce
- nové možnosti při importu

Hlavní přednosti Lightroom CC:
- výrazně zjednodušené ovládání
- orientace na cloud

Popis rozdílů mezi oběma „sourozenci“ jde nad rámec tohoto článku, zájemce si detaily snadno najde na internetu.
Mobilní Lightroom je k dispozici pro iOS a Android. Lightroom 6 zůstává jedinou verzí, jejíž licenci lze dosud samostatně zakoupit bez předplatného. Jeho vývoj už však nebude pokračovat a opravy chyb se uzavřou na konci roku 2017.

### Historie novějších verzí
V následujících letech se předpověď zmíněná v předchozí části stala realitou. Lightroom Classic je nadále součástí služby Creative Cloud, v nabídce předplatného firmy Adobe je jen společně s aplikací Photoshop, samostatně nikoli. Vývoj Lightroomu dále pokračuje formou číslovaných updatů, které jsou poměrně časté. K patrně největší změně v historii Lightroomu došlo v říjnu 2021. Update s číslem 11.0 přinesl rozsáhlé rozšíření funkčnosti v oblasti vytváření masek (masks) a výběrů (selections) a obohatil lokální úpravy, které nyní předkládá jako pojmenované vrstvy (layers) a dovoluje je i vzájemně kombinovat. Vlivem toho jsou nyní možnosti lokálních úprav značně rozsáhlejší a dost se blíží možnostem Photoshopu, přičemž si zachovávají jednoduchost a rychlost Lightroomu. V řadě situací, kdy fotograf při práci v LR dosud musel k dosažení potřebného účinku přecházet do Photoshopu, dostane teď tentýž výsledek přímo v LR, takže se jeho práce na úpravách fotek zrychlí a zefektivní.

## Lokalizace
Lightroom 6/CC je lokalizován do 8 evropských a 4 asijských jazyků. Lokalizaci do češtiny firma Adobe nedodává, pro vlastní program ale existuje neoficiální lokalizace, kterou si zájemci mohou bezplatně stáhnout z webu Michala Metličky a instalovat. Nápověda počeštěna není. Anglická verze má pro Čechy mírnou přednost v tom, že její uživatelé se snáze orientují v anglických video tutoriálech, kterých je na Internetu opravdu spousta, a ty kvalitní jsou nenahraditelným zdrojem informací pro začátečníky i pokročilé.

## Kritika
Už v roce 2015 se řada uživatelů Lightroomu obávala, že nová licenční politika firmy Adobe, která se od roku 2013 vztahuje na téměř všechny její produkty, bude v budoucnu uplatněna také na Lightroom (přestože firma sama takovou možnost popřela). Již předtím totiž firma ostatní produkty nabízela jen ve verzích s označením CC (Creative Cloud), a ty se nedají koupit, nýbrž se musí měsíčně nebo ročně platit za jejich užívání, v rámci programu Adobe Creative Cloud. Podle firmy Adobe je tento způsob pro uživatele výhodnější, avšak mnoho uživatelů jejích produktů si to nemyslí a nový byznys model kritizují s tím, že je výhodný hlavně pro firmu Adobe samotnou. Zájemci o Lightroom si však ještě další dva roky mohli vybírat mezi nákupem verze 6 a pronájmem verze CC (té ovšem jen v balíčku s aplikací Photoshop CC).
V říjnu 2017 se však výše zmíněné obavy naplnily, jak je zde popsáno v historii verzí. Mnozí odpůrci předplatného, i z řad profesionálních fotografů, proto volí nebo aspoň zvažují alternativní možnosti, jelikož setrvání u nadále nepodporované verze Lightroom 6 nemá dobrou perspektivu. Jako hlavní konkurence Lightroomu se asi nejčastěji zmiňuje aplikace Capture One Pro (trvalá licence 279 eur).